# Kavajë (huyện)
Kavajë là một quận thuộc hạt Tiranë, Albania. Quận này có diện tích 393 km² và dân số năm 2002 là 78415 người, mật độ 200 người/km².